# 韋德爾維爾 (印地安納州)
韋德爾維爾（英語：Weddleville）是位於美國印地安納州傑克遜縣的一個非建制地區。該地的面積和人口皆未知。